# انجمن باکتری‌شناسی پزشکی ایران
انجمن باکتری‌شناسی پزشکی ایران نام انجمن علمی است که در حوزهٔ باکتری‌شناسی، میکروب شناسی و علوم آزمایشگاهی فعالیت می‌کند.